# جيمس بوكانان ريتشموند
جيمس بوكانان ريتشموند (بالإنجليزية: James Buchanan Richmond)‏ هو محامي وقاضي وسياسي أمريكي، ولد في 27 فبراير 1842 في الولايات المتحدة، وتوفي في 30 أبريل 1910 في نفس البلد. حزبياً، نشط في الحزب الديمقراطي. وقد انتخب عضو مجلس نواب الولايات المتحدة عن ولاية فرجينيا وانتخب عضو مجلس النواب الأمريكي.